# العودة إلى كرتاج (رواية)
رواية العودة إلى كرتاج Again to Cathage هي رواية للكاتب الأمريكي جون إل. باركر جونيور. نشرت عام 2008. وهي تتمة لرواية «عدَّاء لمرة واحدة» في عام 1978.

## القصة
وفي رواية «العودة إلى كرتاج» تمر عشر سنوات على كاسيدي بعد ابتعاده عن العدو، يبدأ التدرب مجددا في محاولة جادة لاستعادة الشعور ومجد الماضي. وهذه المرة السباق في فئة المسافات الطويلة.